# Hvězdotvorná galaxie

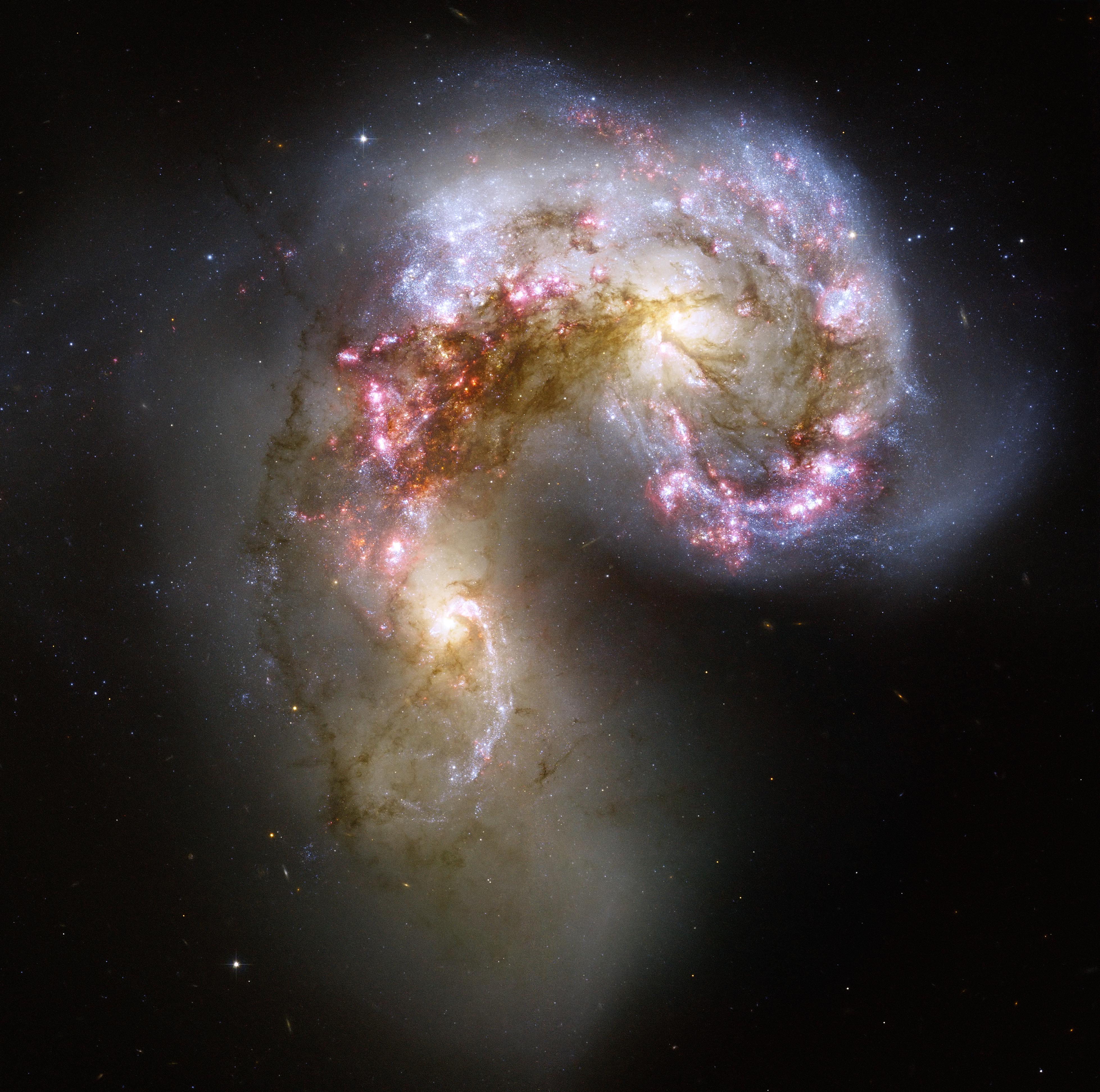
Galaxie Antény jsou příkladem hvězdotvorné galaxie, která vznikla srážkou galaxií NGC 4038 a NGC 4039. Autor: NASA/ESA

Hvězdotvorná galaxie nebo galaxie s překotnou tvorbou hvězd je taková galaxie, ve které vznikají hvězdy ve výjimečně velkém rozsahu, pokud se porovná s jejím dlouhodobým průměrem tvorby hvězd, případně s úrovní tvorby hvězd ve většině jiných galaxií. Například v Mléčné dráze hvězdy vznikají rychlostí přibližně 3 hmotnosti Slunce za rok, ale hvězdotvorné galaxie mohou hvězdy vytvářet řádově více než 100krát rychleji.
Rychlost tvorby hvězd je potom tak velká, že galaxie spotřebuje zásoby plynu, ze kterého hvězdy vznikají, za dobu mnohem kratší, než je stáří galaxie. Je to tedy pouze přechodné období, které během vývoje galaxie trvá pouze poměrně krátkou dobu. Většina hvězdotvorných galaxií se právě slučuje s jinou galaxií nebo s ní podstupuje blízké setkání. Příkladem hvězdotvorných galaxií jsou Messier 82, Tykadla (NGC 4038/NGC 4039) a IC 10.

## Popis

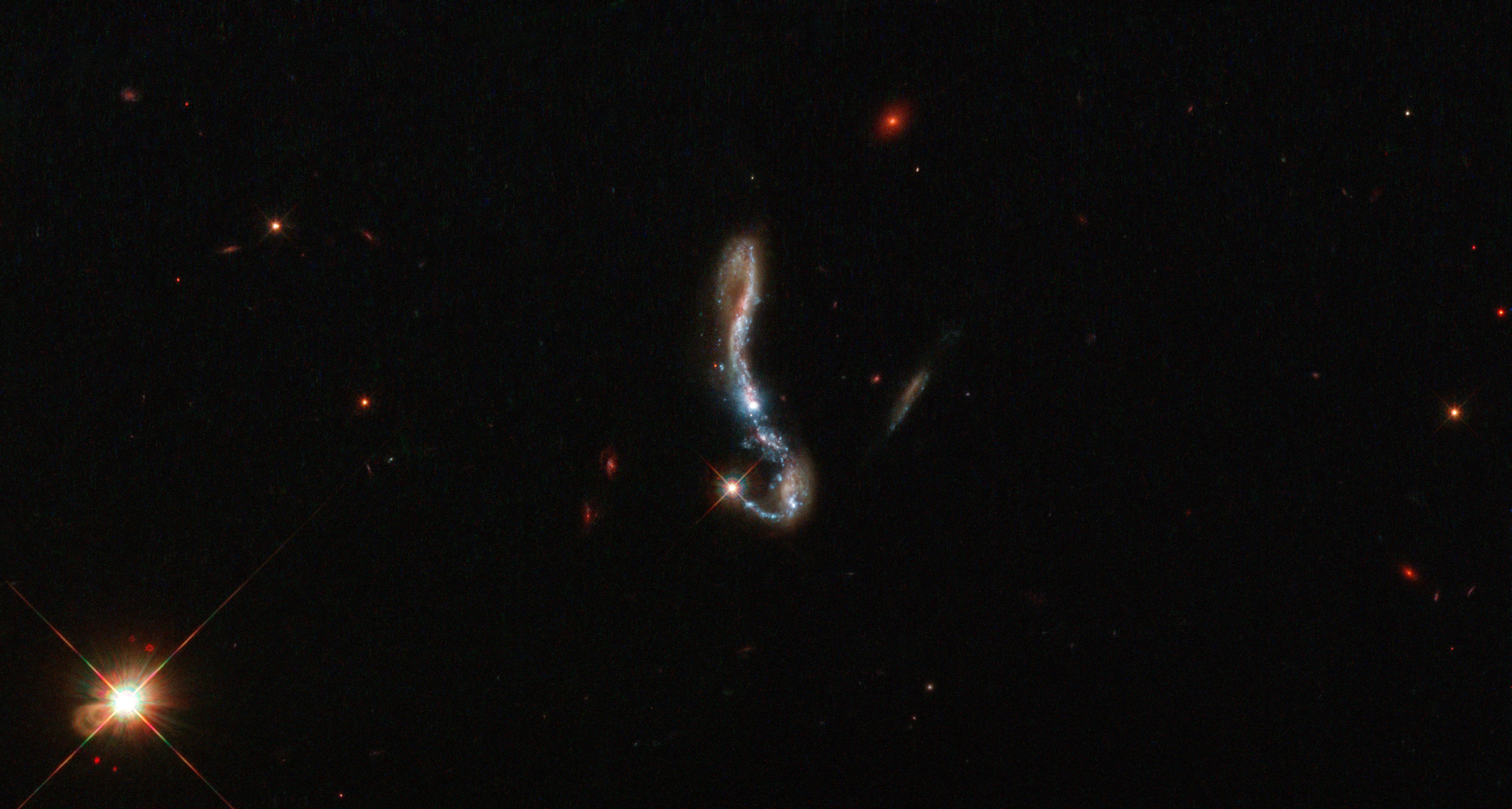
Světlo a prach v blízké hvězdotvorné galaxii. Autor: ESA/NASA

Hvězdotvorné galaxie se dají popsat třemi navzájem souvisejícími okolnostmi:
1. Rychlostí, s jakou galaxie právě přetváří plyn na hvězdy
2. Dostupným množstvím plynu, ze kterého mohou být vytvořeny hvězdy
3. Porovnáním časového měřítka mezi dobou, kdy tvorba hvězd spotřebuje dostupný plyn, a dobou rotace galaxie nebo jejím stářím

Běžně používané definice jsou tyto:
- Vytrvalá tvorba hvězd rychlostí, při které by se zásoba dostupného plynu vyčerpala za mnohem kratší dobu, než je stáří vesmíru (Hubbleův čas)
- Vytrvalá tvorba hvězd rychlostí, při které by se zásoba dostupného plynu vyčerpala za mnohem kratší dobu, než je čas vnitřního pohybu galaxie (pravděpodobně jedna otočka kolem osy u galaxie s diskem)
- Poměr současné a průměrné minulé rychlosti tvorby hvězd v galaxii je větší než jedna. Tento poměr se anglicky nazývá „Birthrate parameter“ (parametr tvorby hvězd).

## Okolnosti vzniku
Velký vliv na vznik hvězdotvorných galaxií má slapové působení mezi galaxiemi a jejich vzájemné spojování. Tyto galaxie také často mají slapové ohony, které poukazují na blízké setkání s jinou galaxií nebo pohlcení jiné galaxie. Vzájemné působení mezi galaxiemi, které se blízce setkaly, ale nesloučily se, může přivodit nerovnovážné stavy jejich otáčení, jako je nestabilita galaktické příčky, která způsobuje proudění plynu směrem k jádru galaxie a tam spouští prudkou tvorbu hvězd. Také mezi nesouměrností galaxie a množstvím mladých hvězd v ní obsažených je výrazná souvislost, výrazně nesouměrné galaxie se totiž vyznačují velkým množstvím mladých hvězd.
Protože však nesouměrnost vzniká slapovým působením mezi galaxiemi a jejich vzájemným spojováním, je to dalším důkazem, že spojování a slapové působení mezi galaxiemi může navodit překotnou tvorbu hvězd v galaxii.

## Druhy

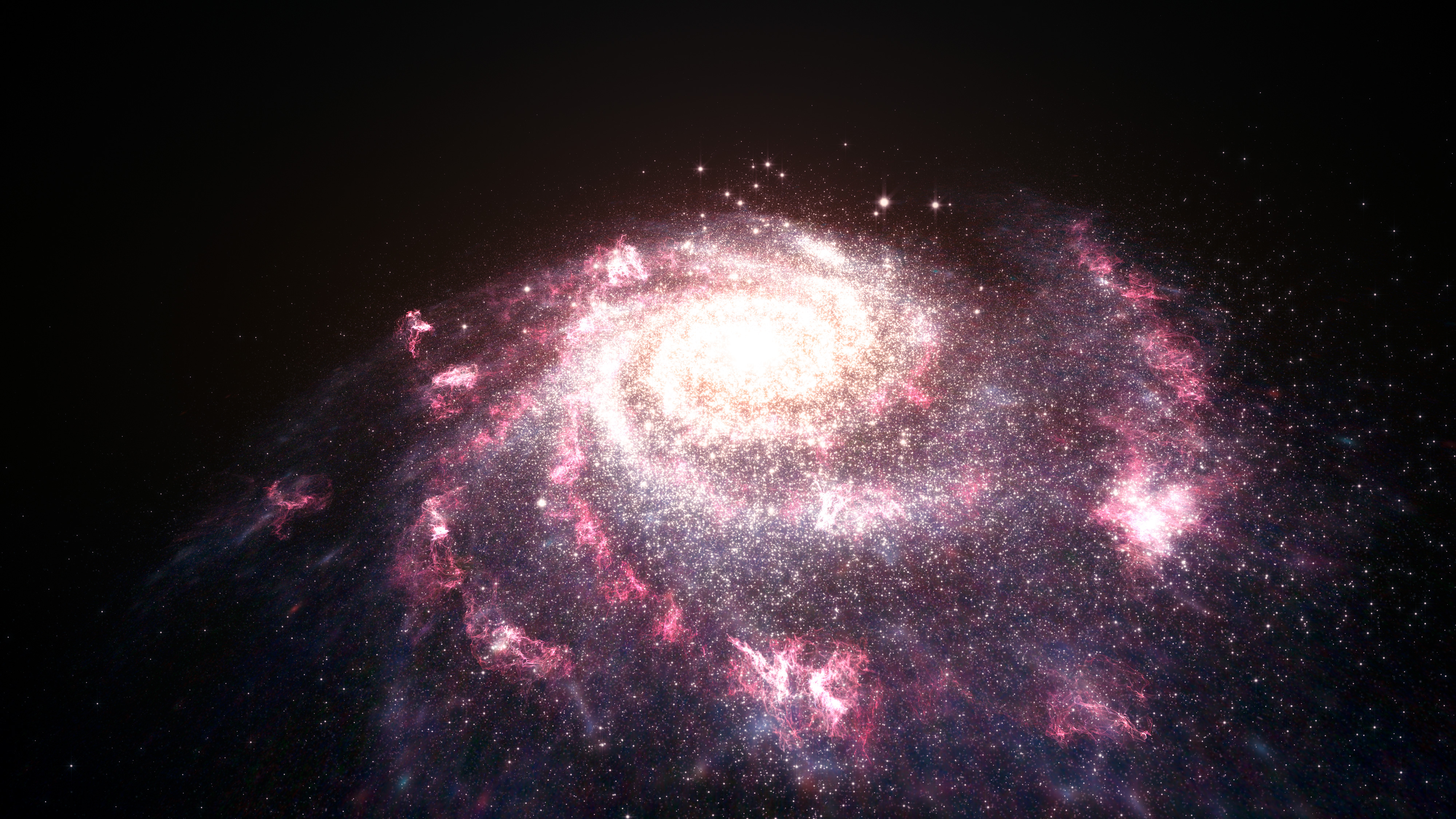
Umělecká představa galaxie s překotnou tvorbou hvězd

Třídění hvězdotvorných galaxií je obtížné, protože nepředstavují samostatnou skupinu galaxií. Překotná tvorba hvězd často nastává u spirálních galaxií, ale i nepravidelné galaxie bývají často prostoupeny oblastmi překotné tvorby hvězd. Astronomové je tak běžně třídí podle jejich nejvýraznějších vzhledových vlastností. Takové skupiny ukazují například následující odstavce.

### Modré husté galaxie
Tyto galaxie se anglicky nazývají „blue compact galaxies“ a často mají malou hmotnost, nízkou metalicitu a nedostatek prachu. Protože neobsahují prach a tvoří je velké množství mladých horkých hvězd, mají často na viditelných a ultrafialových snímcích modrý odstín. Původně byly považovány za velmi mladé galaxie, které teprve tvoří své první hvězdy, čímž by byla vysvětlena jejich nízká metalicita. Ovšem ve většině modrých hustých galaxií byly nalezeny i staré hvězdy a zdánlivý nedostatek prachu a nízkou metalicitu by tak mohlo vysvětlit účinné promíchávání těchto galaxií. Většina těchto galaxií také vykazuje známky nedávného pohlcení a nebo ovlivňování s jinou galaxií. Podrobně studovanými zástupci této skupiny jsou například I Zwicky 18 (UGCA 166), ESO338-IG04 a Haro 11.
- Modré husté trpasličí galaxie (blue compact dwarf galaxy) jsou trpasličí nepravidelné galaxie s překotnou tvorbou hvězd.
- Zelené hrášky (Grean Pea galaxies) jsou malé husté galaxie připomínající prvotní překotnou tvorbu hvězd. Byly nalezeny amatérskými vědci podílejícími se na projektu Galaxy Zoo.[5]

### Svítivé infračervené galaxie
Anglicky se nazývají „Luminous infrared galaxies“. Jsou to galaxie, jejichž záření je nejsilnější v infračervené oblasti, a jejichž zářivost přesahuje 1011 zářivosti Slunce ({\displaystyle L_{\odot }}). Podle zářivosti se dělí na další podskupiny.
- Ultra svítivé infračervené galaxie (Ultra-luminous infrared galaxies) mají zářivost větší než 1012 {\displaystyle L_{\odot }}. Jsou obvykle velice prašnými objekty. Ultrafialové záření vydávané zastíněnými oblastmi tvorby hvězd je pohlcováno prachem a znovu vyzařováno v infračerveném spektru na vlnových délkách kolem 100 mikrometrů. Tím se vysvětluje jejich výrazný červený vhled. Není zcela jisté, zda jejich ultrafialové záření pochází pouze ze vznikajících hvězd. Někteří astronomové jsou přesvědčeni, že jsou alespoň částečně poháněny aktivním galaktickým jádrem. Rentgenové pozorování těchto galaxií naznačuje, že mnohé z hvězdotvorných galaxií jsou soustavami s dvojitým jádrem, což podporuje domněnku, že ultra svítivé infračervené galaxie září díky překotné tvorbě hvězd spuštěné sloučením velkých galaxií. Mezi dobře prostudované galaxie této skupiny patří Arp 220 (IC 1127).
- Hyper svítivé infračervené galaxie (Hyper-luminous infrared galaxies) přesahují svou zářivostí 1013 {\displaystyle L_{\odot }}.
- Extrémně svítivé infračervené galaxie (Extremely luminous infrared galaxies) vyzařují více než 1014 {\displaystyle L_{\odot }}.

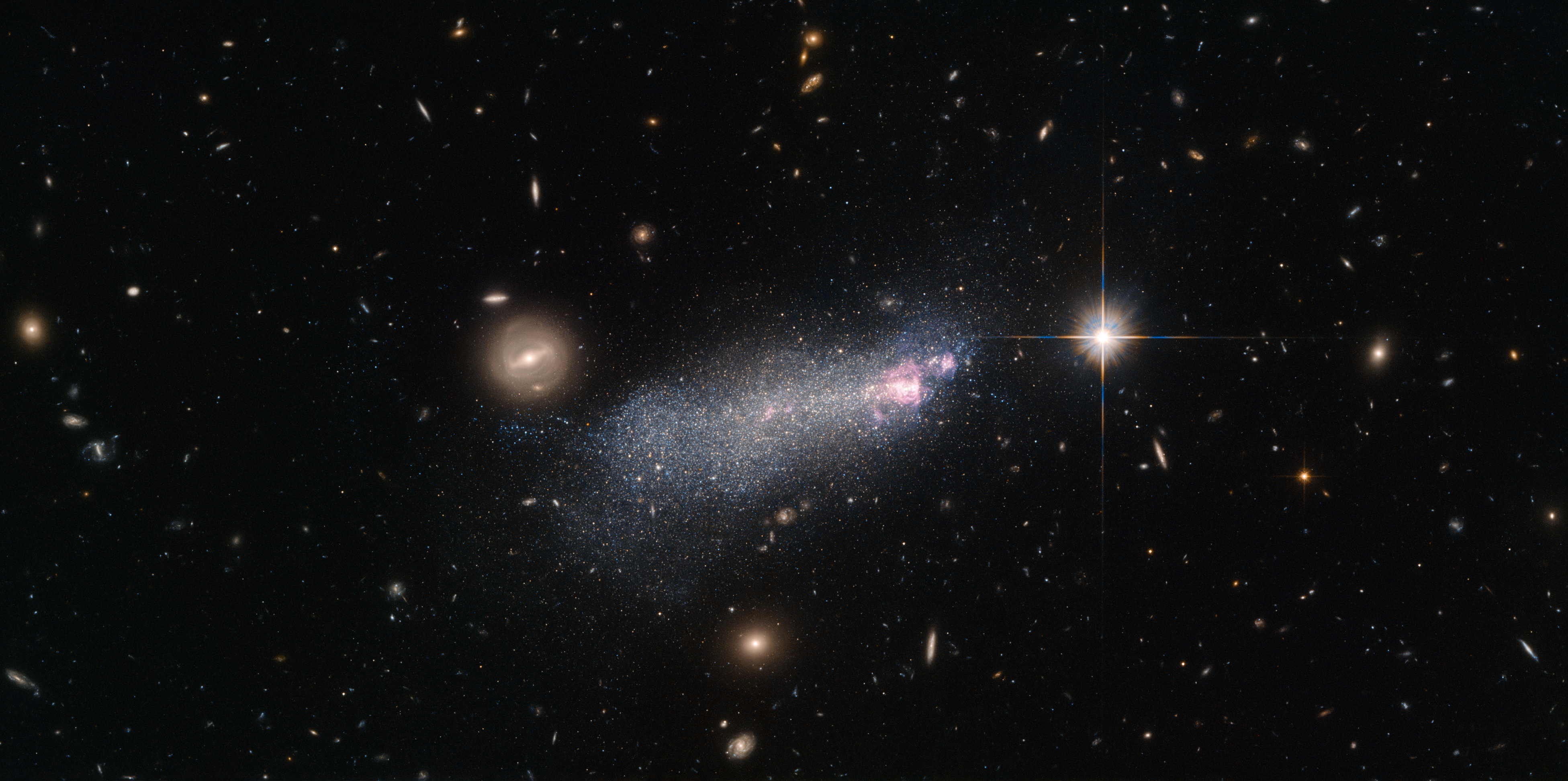
SBS 1415+437 je Wolfova–Rayetova galaxie vzdálená od Země asi 45 milionů světelných let.

### Wolfovy–Rayetovy galaxie
Jsou to takové galaxie, ve kterých většina jasných hvězd patří mezi Wolfovy–Rayetovy hvězdy, což je poměrně krátké období během života velmi hmotných hvězd, které trvá přibližně 10 % celkové doby života těchto hvězd.
Každá galaxie může obsahovat určité množství těchto hvězd, a protože jsou tyto hvězdy velmi zářivé a mají příznačné spektrální vlastnosti, je možné tyto hvězdy odhalit v celkovém spektru galaxie. Tím je také možné odhadnout rozsah překotné tvorby hvězd v dané galaxii.

## Vývoj
Aby se galaxie stala hvězdotvornou, musí mít pro vytvoření hvězd dostatečné zásoby plynu. Jejich překotná tvorba pak může být spuštěna buď blízkým setkáním s jinou galaxií, jako je tomu v případě galaxií M81 a M82, nebo spojením s jinou galaxií, jak je vidět u galaxie Tykadel, případně jiným dějem, který vhání hmotu do středu galaxie (například galaktická příčka).

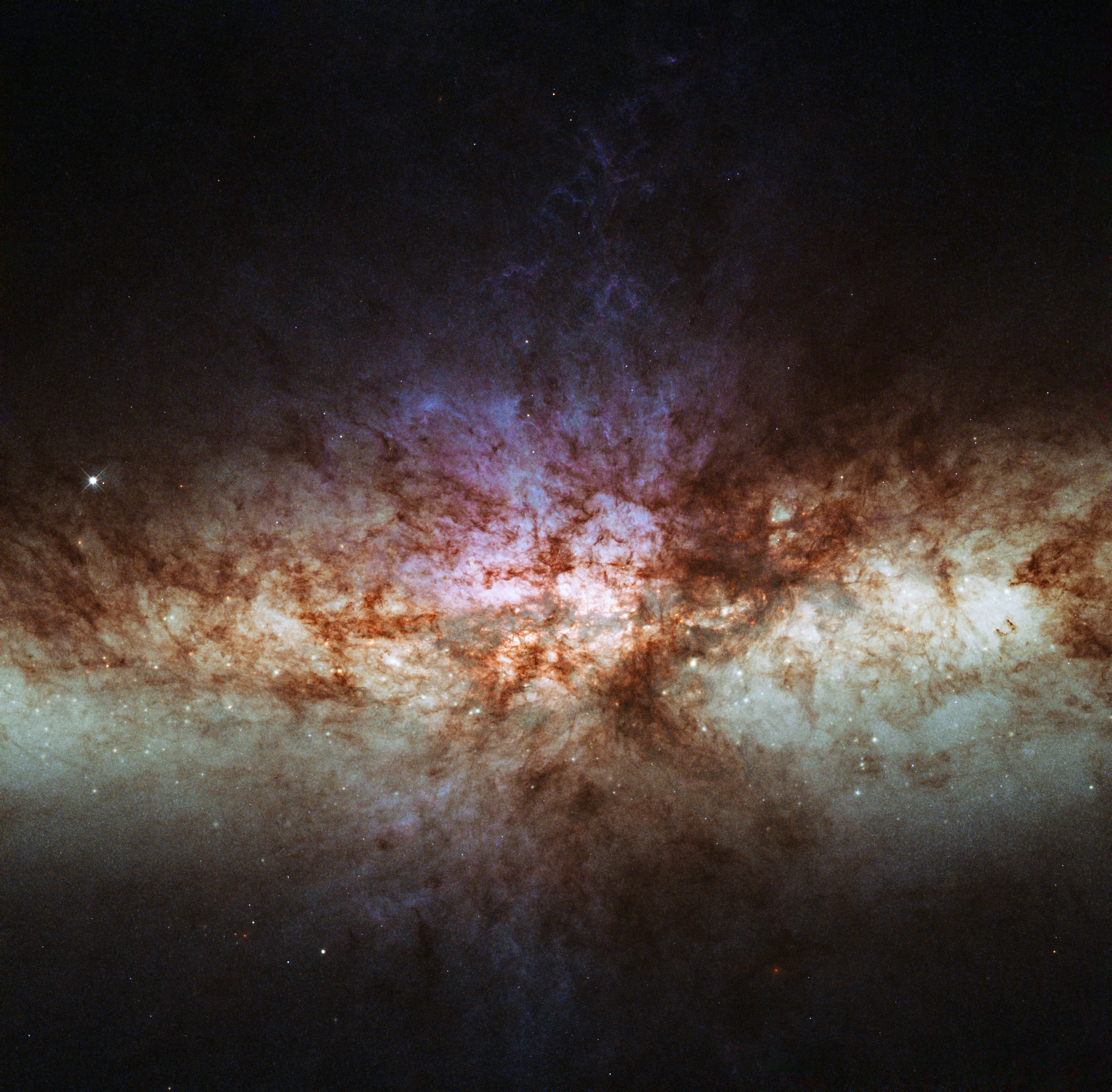
Messier 82 je vzorovým příkladem blízké hvězdotvorné galaxie. Od Země je vzdálená 12 milionů světelných let.

Uvnitř hvězdotvorné oblasti panují mimořádné podmínky. Velké množství prachu způsobuje, že vznikají velmi hmotné hvězdy. Mladé horké hvězdy ionizují okolní plyn (převážně vodík) a vznikají tak HII oblasti. Skupiny velmi horkých hvězd se nazývají OB asociace. Tyto hvězdy září velmi jasně a velmi rychle spotřebovávají palivo, takže velmi brzy zaniknou, nejčastěji jako supernova. Po výbuchu supernovy se vyvržená hmota rozpíná a stane se tak pozůstatkem supernovy. Rozpínající se hmota a okolní mezihvězdné prostředí ve hvězdotvorné oblasti se navzájem ovlivňují a mohou v nich přirozeně vznikat masery.
Výzkum blízkých hvězdotvorných galaxií může pomoci odhalit historii vzniku galaxií a jejich vývoje. Pří průzkumu velmi vzdálených galaxií, jako je například Hubbleovo hluboké pole, bylo objeveno velmi mnoho hvězdotvorných galaxií, ale nacházejí se příliš daleko na to, aby mohly být podrobněji zkoumány. Pozorováním blízkých příkladů a zkoumáním jejich vlastností je možné získat představu o tom, co se dělo v raném vesmíru, protože díky konečné rychlosti světla jsou vzdálené galaxie pozorovány ve stavu, kdy byl vesmír mnohem mladší (viz rudý posuv). V okolí Mléčné dráhy jsou hvězdotvorné galaxie poměrně vzácné, ale ve velkých vzdálenostech se vyskytují hojněji, což naznačuje, že před miliardami let jich bylo mnohem více. Tehdy byly galaxie mnohem blíže k sobě a pravděpodobnost jejich vzájemného gravitačního ovlivňování tak byla mnohem vyšší, takže díky častějším setkáním galaxií vznikalo více hvězdotvorných galaxií.

## Příklady

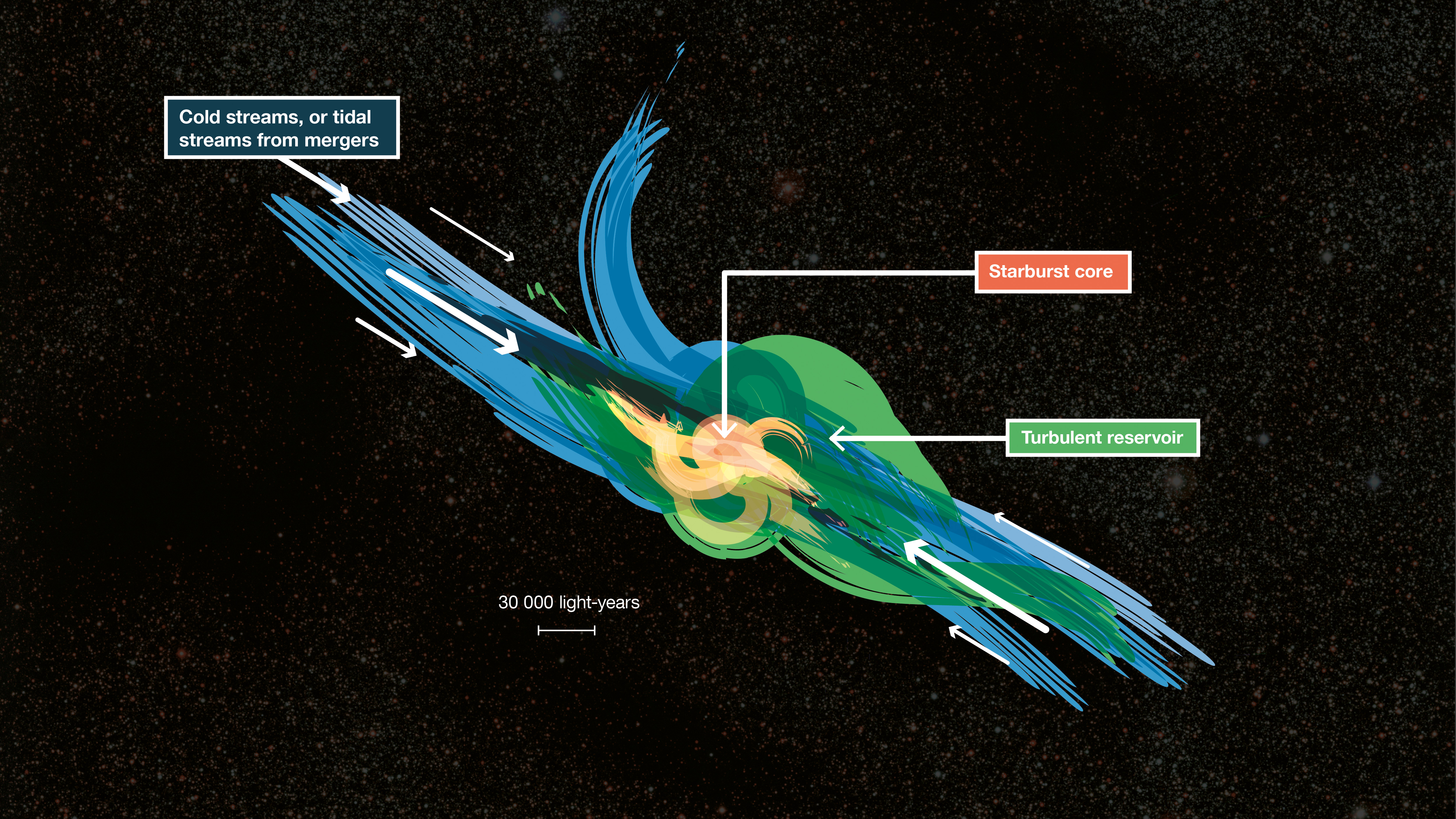
Umělecká představa plynu pohánějícího hvězdotvornou galaxii

Vzorovým příkladem hvězdotvorné galaxie je Messier 82, jejíž překotná tvorba hvězd byla spuštěna blízkým setkáním s nedalekou spirální galaxií Messier 81. Rádiové snímky pořízené pomocí radioteleskopů ukazují mezi těmito dvěma galaxiemi rozsáhlé pásy neutrálního vodíku, které se mezi nimi natáhly právě v důsledku jejich setkání. Rádiové snímky středové oblasti M82 také ukazují mnoho mladých pozůstatků supernov, které zůstaly po nejhmotnějších hvězdách vytvořených během překotné tvorby hvězd. Dalším příkladem hvězdotvorné galaxie jsou Tykadla, jejichž podrobný snímek v roce 1997 pořídil Hubbleův vesmírný dalekohled.
| Označení       | Typ                     | Poznámka                                                    |
| -------------- | ----------------------- | ----------------------------------------------------------- |
| M82            | I0                      | Vzorový příklad hvězdotvorné galaxie                        |
| Tykadla        | SB(s)m pec / SA(s)m pec | Dvojice interagujících galaxií NGC 4038 a NGC 4039          |
| IC 10          | dIrr                    | Slabá hvězdotvorná galaxie, jediná v Místní skupině galaxií |
| NGC 6946       | SAB(rs)cd               | Díky velkému počtu supernov známá jako Ohňostrojová galaxie |
| Centaurus A    | E(p)                    | Jediná známá hvězdotvorná eliptická galaxie                 |
| Galaxie Sochař | SAB(s)c                 | Nejbližší velká hvězdotvorná galaxie                        |